# Donji Brčeli
Donji Brčeli (en serbe cyrillique : Доњи Брчели) est un village du sud du Monténégro, dans la municipalité de Bar.

## Démographie

### Évolution historique de la population
| 1948 | 1953 | 1961 | 1971 | 1981 | 1991 | 2003 |
| ---- | ---- | ---- | ---- | ---- | ---- | ---- |
| 138  | 117  | 84   | 56   | 46   | 32   | 37   |